# لدزهم، چشر
لدزهم (به انگلیسی: Ledsham) یک روستا و محله مدنی در بریتانیا است که در چشر غربی و چستر واقع شده‌است. لدزهم ۱۸۱ نفر جمعیت دارد.